# Karl Uchermann

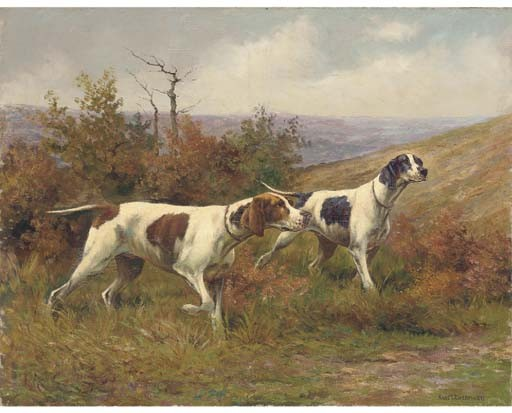
Schnüffelnde Hunde

Karl Kristian Uchermann (* 31. Januar 1855 in Vestvågøy; † 15. Oktober 1940 in Oslo) war ein norwegischer Tiermaler und Illustrator.

## Leben
Uchermann war der Sohn des Pfarrers Arnt Uchermann (1812–1875) und dessen Frau Anna (geborene Stang). Er war ein Neffe des norwegischen Premierministers Frederik Stang, sowie ein Cousin des Premierministers Emil Stang und des Medizinprofessors Vilhelm Uchermann (1852–1929). Uchermann studierte von 1872 bis 1875 an der Norwegischen Akademie der Handwerks- und Kunstindustrie, von 1875 beim Landschafts- und Tiermaler Anders Askevold in Bergen, seit dem 18. November 1876 an der Königlichen Akademie der Künste in München und von 1878 bis 1881 beim Tiermaler Émile van Marcke. Er malte hauptsächlich Tierbilder, meist Hunde und Kühe aber auch Altarbilder, illustrierte Kinderbücher und Zeitschriften. Am 15. Januar 1892 heiratete Bolette Hermana Schnitler (* 20. August 1864; † 17. April 1939), eine Tochter des Oberstleutnants Didrik Schnitler (1833–1888) und Nannie Katharina Sidonia (geborene Gudmundsen, 1833–1901).
Uchermann entwarf 1901 die erste Frankiermaschine der Welt und gemeinsam mit dem norwegischen Unternehmer Nils Aall Krag entwickelte sie weiter bis zur Produktionsreife.